# Phoberopus minor
Phoberopus minor är en insektsart som beskrevs av Theodore Huntington Hubbell 1977. Phoberopus minor ingår i släktet Phoberopus och familjen grottvårtbitare. Inga underarter finns listade i Catalogue of Life.